# Baturalp Burak Güngör
Baturalp Burak Güngör (ur. 28 lipca 1993) – turecki siatkarz, reprezentant kraju, grający na pozycji przyjmującego i libero. 

## Sukcesy klubowe
Liga turecka:
- 2015, 2018, 2025[4]

Puchar Turcji:
- 2025[5]

## Sukcesy reprezentacyjne
Mistrzostwa Świata U-23:
- 2015

Liga Europejska:
- 2021
- 2022[6]
- 2018

## Nagrody indywidualne
- 2012: Najlepszy przyjmujący Mistrzostw Europy Juniorów[7]